# Valea Mare (Roșiori), Bacău
Valea Mare este un sat în comuna Roșiori din județul Bacău, Moldova, România.